# Гур'янова Єлизавета Іванівна
Єлизавета Іванівна Гур'янова (31 серпня 1905 — 1 березня 1988) — передовик радянського сільського господарства, доярка колгоспу «П'ятирічка» Костромського району Костромської області, Герой Соціалістичної Праці (1949).

## Біографія
Народилася в 1905 році в селі Сухоногово, нині Костромського району Костромської області в селянській родині.
Завершила навчання в початковій школі. Рано почала працювати. У 1930 році вступила у місцевий колгосп «П'ятирічка» і почала працювати на фермі дояркою. У 1939 році отримала від своїх дев'яти корів по 3100 кілограм молока. У 1940 році була учасницею виставки досягнень народного господарства.
У 1948 році зуміла отримати від кожної з восьми закріплених за нею корів за 5705 кілограм молока, з вмістом молочного жиру 196 кілограмів.
Продовжувала і далі працювати в сільському господарстві. Її корова рекордсменка «Пілотка» дала за рік 10447 кілограм молока, а середні показники були на рівні і навіть вище 7000 кілограм. У 1960 році пішла на заслужений відпочинок.
Померла 1 березня 1988 року. Похована в селі Петрилово Костромського району.

## Нагороди
- золота зірка «Серп і Молот» (04.07.1949)
- два ордени Леніна (04.07.1949, 16.08.1950)
- Орден Трудового Червоного Прапора (23.07.1948)
- Медаль «За трудову доблесть» (06.02.1945)
- інші медалі.